# Carlos Rubio (författare)
Carlos Rubio, född 1832 i Córdoba, död 1871, var en spansk författare.
Rubio stod i nära förhållande till Prim, Sagasta med flera ledande liberala personer och tog livlig del i rörelsen 1866, som föranledde hans emigration, varifrån han återvände 1868. Under märket Pablo de Gambera lämnade Rubio otaliga uppsatser till dagspressen och utgav Napoléon, El juicio final, Los sueños de la tumba, i vilka liksom i versdramat Rienzi en utpräglad idealistisk åskådning framträder. Rubio skrev dessutom fyra romaner, Martin de Aranda (1854), María, Esperanza och Otro Artagnan (1855) samt en Colección de cuentos (1868) och Historia filosófica de la revolución española de 1868.